# ليلى محمد علي
ليلى محمد علي (بالإنجليزية: Laila Ali) (30 ديسمبر 1977 -)، ملاكمة أمريكية. وهي ابنة محمد علي من زوجته الثالثة فيرونيكا بورش علي. ليلى هي ابنتهما الثانية والأكثر شهرة من بين تسعة أبناء لمحمد علي.

## روابط خارجية
- ليلى محمد علي على موقع IMDb (الإنجليزية)
- ليلى محمد علي على موقع الموسوعة البريطانية (الإنجليزية)
- ليلى محمد علي على موقع ميوزك برينز (الإنجليزية)
- ليلى محمد علي على موقع إن إن دي بي (الإنجليزية)
- ليلى محمد علي على موقع قاعدة بيانات الفيلم (الإنجليزية)
- ليلى محمد علي على موقع بوكس ريك (الإنجليزية) (registration required)